# 분강 우라늄 농축 공장
(주의: 본 서술은 각주 1의 중앙일보가 2019년 3월 5일 보도한 (교차 확인되지 않은) 단독 보도내용과, 각주 2의 2010년 11월 23일 동아일보의 보도 내용이 서로 모순되게 섞여 있으므로, 사실관계의 판단에 주의를 요함)
분강 우라늄 농축 공장은 북한 평안북도 영변군 분강역 부근에 위치한 지하 비밀 우라늄 농축 공장을 말한다.

## 역사
영변 핵시설 서쪽으로 분강역이 있고, 분강역 서쪽에 우라늄 시설이 있다.
한미 정보당국은 분강 지구 시설에는 1만 개 이상의 가스 원심분리기가 가동 중으로 보고 있다. 영변 우라늄 농축 공장에는 4000개의 가스 원심분리기가 있다고 보는데, 그보다 훨씬 대규모 시설이다.
2008년 초, 한미 정보당국은 북한이 우라늄 농축 공장을 건설해 가동하고 있다는 정보를 입수했으며 이 지하시설의 위치로 평안북도 영변군 서위리를 지목했다. 영변 핵시설의 서남쪽 수리봉(해발 301m) 아래의 지하시설이다.
2010년 시그프리드 헤커 스탠퍼드 대학교 국제안보협력센터 소장이 가스 원심분리기 설비를 목격한 장소는 북한의 플루토늄 재처리 시설과 50MW 시험용 원자로가 있는 이른바 ‘분강지구(분강노동자지구)’인 것으로 보인다.
한미 정보당국은 영변 핵시설 주변에 지하 시설이 있을 것으로 추측했다. 미국은 KH-12 정찰위성으로 겨울에 눈이 쌓이지 않는 곳을 살펴보았으며, 한국은 탈북자들의 증언을 수집하여, 분강 우라늄 농축 공장을 찾아냈다.
북한의 핵시설로는 101 연구소, 304 연구소, 175 사업소, 12월 기업소, 8월 기업소, 2월 기업소 등이 있다. 연구소간에는 접촉이 금지됐다.
국정원은 행정구역인 분강 안에 영변 핵시설이 있어서, 이번에 미국이 제기한 새로운 장소인 분강 지하 우라늄 농축 공장이란, 영변 핵시설 외곽인데 분강이란 지역 안에 어떤 지점을 말하는 것이란 취지로 말했다.

## 같이 보기
- 영변 우라늄 농축 공장
- 강선 우라늄 농축 공장